# Saint Helena, North Carolina
Saint Helena är en ort i Pender County i delstaten North Carolina, USA.